# Velečasni Brown (televizijska serija)
Otac Brown je britanska televizijska serija, prikazuje se od 14. siječnja 2013. na BBC One.
Temelji se na liku oce Browna koji je stvorio G. K. Chesterton i ima nove priče u doba kasnije od onog u kojem su romani smješteni.
U Hrvatskoj serija se premijerno prikazuje od 28. rujna 2014. na Prvom programu HRT-a, jedino treća i deveta sezona su prikazane premijerno na Drugom programu.
U travnju 2023. BBC je obnovio seriju za jedanaestu sezonu koja će se emitirati početkom 2024. godine. Također su potvrdili povratak Lorne Watson kao sestre Bonifacije. Serija je obnovljena za dvanaestu sezonu.

## Radnja
Serija se odvija ranih 1950-ih u izmišljenom selu Kembleford u Cotswoldsu, gdje je otac Brown župnik Katoličke crkve Svete Marije. U Kemblefordu se često događaju zločini i ubojstva, za koje policija svaki put uhićuje najvjerojatnijeg osumnjičenika, ali u čiju je nevinost otac Brown uvijek uvjeren zahvaljujući svom dubokom poznavanju ljudske duše i velikim vještinama istražiteljstva. Često ga to dovodi do sukoba s policijom, iznerviranom njegovim uplitanjem, unatoč nesumnjivoj korisnosti. Međutim, na kraju otac Brown uspije pronaći pravog krivca i u tom trenutku je odlučan boriti se da spasi svoju dušu.

## Pregled serije
U Hrvatskoj serija se premijerno prikazuje od 28. rujna 2014. na Prvom programu HRT-a, jedino treća i deveta sezona su prikazane premijerno na Drugom programu. Također prve tri sezone su prikazane na kanalima Fox Crime od 11. prosinca 2014. do 13. siječnja 2019., i na Doma Tv od 11. siječnja do 18. veljače 2021. Serija se prikazuje od travnja 2019. na kabelskom kanalu BBC First.
| Sezona | Sezona | Epizoda | UK prikazivanje    | UK prikazivanje    | Hrvatsko emitiranje | Hrvatsko emitiranje | Hrvatsko emitiranje | Hrvatsko emitiranje |
| Sezona | Sezona | Epizoda | UK prikazivanje    | UK prikazivanje    | HRT                 | HRT                 | BBC First           | BBC First           |
| Sezona | Sezona | Epizoda | Premijera          | Finale             | Premijera           | Finale              | Premijera           | Finale              |
| ------ | ------ | ------- | ------------------ | ------------------ | ------------------- | ------------------- | ------------------- | ------------------- |
|        | 1.     | 10      | 14. siječnja 2013. | 25. siječnja 2013. | 28. rujna 2014.     | 30. studenoga 2014. | travanj 2019.       | 2019.               |
|        | 2.     | 10      | 6. siječnja 2014.  | 17. siječnja 2014. | 7. prosinca 2014.   | 22. veljače 2015.   | 2019.               | 2019.               |
|        | 3.     | 15      | 5. siječnja 2015.  | 23. siječnja 2015. | 25. listopada 2015. | 7. veljače 2016.    | 2019.               | 2019.               |
|        | 4.     | 10      | 4. siječnja 2016.  | 15. siječnja 2016. | 26. travnja 2018.   | 9. svibnja 2018.    | 2019.               | 2019.               |
|        | 5.     | 15      | 23. prosinca 2016. | 19. siječnja 2017. | 10. svibnja 2018.   | 30. svibnja 2018.   | 2019.               | 2019.               |
|        | 6.     | 10      | 18. prosinca 2017. | 12. siječnja 2018. | 19. studenoga 2019. | 3. prosinca 2019.   | 2019.               | 2019.               |
|        | 7.     | 10      | 7. siječnja 2019.  | 18. siječnja 2019. | 30. studenoga 2020. | 11. prosinca 2020.  | 5. veljače 2020.    | 17. veljače 2020.   |
|        | 8.     | 10      | 6. siječnja 2020.  | 17. siječnja 2020. | 15. prosinca 2020.  | 29. prosinca 2020.  | 5. veljače 2021.    | 9. travnja 2021.    |
|        | 9.     | 10      | 3. siječnja 2022.  | 14. siječnja 2022. | 26. veljače 2023.   | 9. travnja 2023.    | 17. ožujka 2023.    | 30. ožujka 2023.    |
|        | 10.    | 10      | 6. siječnja 2023.  | 10. ožujka 2023.   | 8. listopada 2023.  | 19. studenoga 2023. | 21. kolovoza 2023.  | 1. rujna 2023.      |
|        | 11.    | 10      | 5. siječnja 2024.  | 8. ožujka 2024.    | Još nije najavljeno | Još nije najavljeno | 5. veljače 2024.    | 8. travnja 2024.    |
|        | 12.    | 10      | 10. siječnja 2025. | 14. ožujka 2025.   | Još nije najavljeno | Još nije najavljeno | 25. ožujka 2025.    | 27. svibnja 2025.   |

## Glumačka postava

### Glavni
- Mark Williams kao Otac Brown
- Sorcha Cusack kao Mrs. Bridgette McCarthy née Maguire
- Hugo Speer kao Inspector/Chief Inspector Walter Valentine
- Kasia Koleczek kao Zuzanna "Susie" Jasinski
- Tom Chambers kao Inspector/Chief Inspector Edgar Sullivan
- Nancy Carroll kao Lady Felicia Montague née Windermere
- Alex Price kao Sidney "Sid" Carter
- Jack Deam kao Inspector Gerald "Jerry" Mallory
- John Burton kao Sergeant Daniel Goodfellow
- Emer Kenny kao The Honourable Penelope "Bunty" Windermere
- Claudie Blakley kao Mrs. Isabela Devine
- Ruby-May Martinwood kao Brenda Palmer
- John Light kao Hercule Flambeau

### Sporedni
- Malcolm Storry kao Bishop Talbot
- Alan Williams kao Harold "Blind 'Arry" Slow
- James Laurenson kao Professor Hilary Ambrose
- Roger May kao Canon Damien Fox
- Kate O'Flynn kao Katherine Corven
- Daniel Flynn kao Daniel Whittaker
- Gina Bramhill kao Marianne Delacroix
- Michael Maloney kao Gerald Firth/Kalon

## Spin-off
U siječnju 2020. objavljeno je da je započela produkcija serije od deset epizoda pod nazivom Misteriji sestre Boniface (Sister Boniface Mysteries) za streaming platformu BritBox. Lorna Watson se vratila kao sestra Bonifacije. Lik koji je glumila 2013. u epizodi Velečasnog Browna. Potvrđeno je da će se ova serija prikazivati početkom 2022. godine, nakon devete sezone Velečasnog Browna. Serija je obnovljen za drugu sezonu,koja se prikazala 2023. godine, i za treču sezonu.
Mark Williams gostuje kao otac Brown u četvrtoj epizodi, prve sezone.
U Hrvatskoj serija se prikazuje Fox Crimeu i na Drugom programu HRT-a.

## Vanjske poveznice
- Službena stranica na bbc.co.uk
- Father Brown u internetskoj bazi filmova IMDb-a